# 幸田町立中央小学校
幸田町立中央小学校（こうたちょうりつ ちゅうおうしょうがっこう）は愛知県額田郡幸田町にある公立の小学校。

## 概要
- 岩堀、横落が校区であり、公立中学校に進学する場合は幸田町立幸田中学校に進学する[1]。
- クラブ活動の一つとして、三河万歳クラブがある。

## 沿革
- 1980年（昭和55年）
  - 4月1日 - 幸田町立幸田小学校、幸田町立荻谷小学校から分離し、幸田町立中央小学校として開校。
  - 4月2日 - 竣工並びに開校式典挙行。
  - 6月16日 - 砂場工事の着工。
  - 7月10日 - プール竣工し、プール開き。
  - 11月6日 - 給食保温庫入荷。
- 1981年（昭和56年）
  - 1月8日 - 校訓碑除幕式挙行。
  - 4月13日 - 運動場西低鉄棒設置。
  - 11月28日 - 第1回中央小まつり開催。
- 1982年（昭和57年）8月19日 - 運動場防球ネット工事。
- 1983年（昭和58年）
  - 2月1日 - 耐寒マラソン開始。
  - 2月28日 - 築山完成。
  - 3月8日 - 校歌披露会開催。
  - 日付不明 - 三河万歳クラブができる。
- 1984年（昭和59年）5月12日 - 増築校舎竣工式挙行。
- 1986年（昭和61年）9月15日 - 足洗い場完成。
- 1987年（昭和62年）2月10日 - クラブハウス竣工式。
- 1989年（平成元年）11月12日 - 10周年記念式典挙行。同窓会設立総会。
- 1993年（平成5年）5月18日 - 校舎増築起工式挙行。
- 1994年（平成6年）2月7日 - 増築校舎竣工式挙行。
- 1995年（平成7年）2月25日 - 校歌碑除幕式挙行。
- 1997年（平成9年）6月13日 - プール温水シャワー完成。
- 1999年（平成11年）10月30日 - 創立20周年記念式典挙行。
- 2005年（平成17年）9月12日 - 体育館床板改修開始。
- 2006年（平成18年）3月29日 - 3階教室手すり増設工事。
- 2007年（平成19年）
  - 7月2日 - AED装置増設。
  - 7月25日 - 校舎地震補強工事開始。
- 2008年（平成20年）7月21日 - 新館の外壁改修改修。
- 2010年（平成22年）2月10日 - 30周年を祝う会と体育館に感謝する会を開催。
- 2011年（平成23年）3月3日 - 新体育館が完成する。

## 交通アクセス
- 東海道本線幸田駅下車、徒歩約25分。
- えこたんバス中ルート、南ルート、東西ルート「高齢者生きがいセンター」バス停より徒歩約3分。

## 周辺施設
- 幸田町立幸田中学校
- 幸田町立幸田小学校
- 幸田町立荻谷小学校
- エアウィーヴ幸田ロジスティクスセンター
- ピアゴ幸田店
- 幸田町役場
- ハッピネス・ヒル・幸田
  - 幸田町民会館
  - 幸田町立図書館
  - 幸田町民プール
- 幸田町消防本部
- 幸田町高齢者生きがいセンター